# Vulpiella stipoides
Genre
Espèce
Vulpiella stipoides est une espèce de plantes monocotylédones de la famille des Poaceae, sous-famille des Pooideae, originaire du bassin méditerranéen. C'est l'unique espèce du genre Vulpiella (genre monotypique).
Ce sont des plantes herbacées, annuelles, aux tiges géniculées ascendantes ou décombantes, pouvant atteindre 40 cm de long et aux inflorescences en panicules.

## Taxinomie

### Synonymes
Selon The Plant List (4 juin 2018) :
- Brachypodium  tenue (Tineo) Tineo
- Bromus sabulosus Guss.
- Bromus stipoides L.[3]
- Bromus tenuis Tineo
- Cutandia incrassata (Parl.) Trab.
- Cutandia letourneuxii (Asch. ex Durand & Barratte) F. Herm.
- Festuca clavata Moench
- Festuca incrassata Salzm. ex Loisel.
- Festuca letourneuxii (E.A.Durand) Asch. ex E.A.Durand & Barratte
- Festuca simplex Hornem. ex Steud.
- Festuca stipoides (L.)  Desf.[3]
- Festuca tenuis (Trin.)  Nyman
- Loretia tenuis (Tineo)  Hack. ex Willk.
- Vulpia incrassata Parl.
- Vulpia letourneuxii Asch. ex E.A.Durand & Barratte
- Vulpia stipoides (L.)  Dumort.
- Vulpia tenuis (Tineo)  Parl.
- Vulpiella incrassata (Parl.) Andr.
- Vulpiella stipoides subsp.  letourneuxii (Asch.) H.Scholz
- Vulpiella tenuis (Tineo) Kerguélen

### Liste des sous-espèces et variétés
Selon Tropicos (4 juin 2018) (Attention liste brute contenant possiblement des synonymes) :
- sous-espèces :
  - Vulpiella stipoides subsp. letourneuxii (Asch. ex Durand & Barratte) H. Scholz
  - Vulpiella stipoides subsp. tenuis (Tineo) H. Scholz
- variétés :
  - Vulpiella stipoides var. letourneuxii Maire
  - Vulpiella stipoides var. multiflora Maire
  - Vulpiella stipoides var. stipoides
  - Vulpiella stipoides var. submutica Maire
  - Vulpiella stipoides var. tenuis (Tineo) Maire